# Phantolid
Phantolid ist ein Duftstoff und findet überwiegend Anwendung in der Kosmetikindustrie. Es ist eine bicyclische, aromatische Moschusverbindung, die sich vom Indan ableitet. 

## Stereochemie
Phantolid enthält ein Stereozentrum und ist deshalb chiral. Es gibt zwei enantiomere Formen, (R)-Phantolid und (S)-Phantolid. Praktische Bedeutung besitzt jedoch nur das Racemat [(RS)-Phantolid], also ein 1:1-Gemisch aus (R)-Phantolid und (S)-Phantolid:
| Enantiomere von Phantolid | Enantiomere von Phantolid |
| ------------------------- | ------------------------- |
| CAS-Nr.: 1217263-72-3     | CAS-Nr.: 1217263-73-4     |

## Verwendung
Phantolid ist ein synthetischer Duftstoff ohne natürliches Vorbild. Es ist Bestandteil von Waschmitteln, Cremes, Lotionen und Parfums. Dabei liegen die Grenzwerte in den USA bei Waschmitteln mit 0,015 % am niedrigsten und bei Parfums mit 0,4 % am höchsten. Insgesamt wurden 19 t Phantolid 1998 in Europa verwendet. Wenn Phantolid als Lockstoff in Lockstofffallen für Fruchtfliegen benutzt wird, wird deren Wirksamkeit gegen männliche Fruchtfliegen verbessert. Als Insektizid wird zugleich Trimedlure benutzt.

## Umwelt
In einer Längsschnittstudie konnte Phantolid in gereinigtem Wasser und in Fischen aus Gewässern vor einem Klärwerk an der Ruhr gefunden werden. Erste Befunde zeigen weiter, dass sich Phantolid ebenfalls im menschlichen Körper anreichert. Es wurde in menschlichem Fett und Muttermilch gefunden.